# Сичик-горобець білогорлий
Си́чик-горобе́ць рудобокий (Glaucidium sjostedti) — вид совоподібних птахів родини совових (Strigidae). Мешкає в Центральній Африці. Вид названий на честь шведського зоолога Інгве Шьоседта.

## Опис
Довжина птаха становить 20-25 см, вага 140 г. Голова, шия і верхня частина спини коричневі, поцятковані тонкими білими смужками, решта верхньої частини тіла темно-рудувато-коричнева, на плечах білі плямки. Нижня частина тіла блідо-рудувато-коричнева, груди і верхня частина живота сильно поцятковані тонкими горизонтальними темно-рудувато-коричневими смужками. Над очима помітні білі "брови", очі яскраво-жовті. Восковиця і дзьоб блідо-жовті. Молоді птахи мають блідіше забарвлення, нижня частина тіла у них охриста, поцяткована темними смужками, горло каштанове. Крик — характерна серія "кру-кру-кру", його найчастіше можна почути на світанку і в присмерках.

## Поширення і екологія
Білогорлі сичики-горобці мешкають в Нігерії, Камеруні, Габоні, Екваторіальній Гвінеї, Республіці Конго, Демократичній Республіці Конго і Центральноафриканській Республіці. Вони живуть у вологих рівнинних і заболочених тропічних лісах, на узліссях, на горі Камерун у гірських тропічних лісах. Зустрічаються на висоті до 2150 м над рівнем моря. Ведуть нічний спосіб життя. Живляться переважно комахами, зокрема кониками, а також павуками, молюсками, гризунами, дрібними зміями і пташенятами. Самці територіальні, гучно кричать, щоб привабити самиць і відлякати суперників-самців. Білогорлі сичики-горобці гніздяться в дуплах дерев, часто використовують покинуті гнізда дятлів.